# Saison 2009-2010 du FC Sochaux-Montbéliard
Maillots
Chronologie
Saison précédente Saison suivante
La saison 2009-2010 du FC Sochaux-Montbéliard, 62e saison du club de football en Ligue 1 voit son calendrier perturbé par de nombreux matchs reportés. Elle est marquée par le grave accident de voiture de l'internationale américain Charlie Davies en octobre. Afin de pallier cette absence, le buteur nigérian Brown Ideye est recruté pour la somme record de 4 millions d'euros en janvier. Malgré ce renfort, la deuxième partie de saison catastrophique (3V, 7N, 11D) sans pour autant menacer le maintien du club en Ligue 1. Les seuls motifs de satisfaction de la saison sont les coupes avec un quart de finale de coupe de France et une finale de coupe Gambardella pour l'équipe U19.

## Résultats en compétitions nationales
- 62e saison en Ligue 1 : 16e/20 avec 41 points
- Coupe de France : éliminé en quart de finale par l'AS Monaco
- Coupe de la Ligue : éliminé en seizième de finale par le Stade rennais

## Effectif professionnel

### Joueurs prêtés
| Nom             | Poste          | Naissance        | Nationalité sportive | Sélection       | Contrat actuel           | Prêté à       | Championnat | Durée            |
| Robin Previtali | attaquant      | 5 juin 1987      | France               | France - 17 ans | juin 2007 - juin 2010    | FC Gueugnon   | National    | 1 an             |
| Kandia Traoré   | attaquant      | 5 juillet 1980   | Côte d'Ivoire        | Côte d'Ivoire   | janvier 2008 - juin 2011 | SM Caen       | Ligue 2     | 1 an avec O.A.   |
| Badara Sène     | milieu         | 19 novembre 1984 | Sénégal              | Sénégal         | juin ? - juin 2010       | Le Mans UC    | Ligue 1     | 1 an avec O.A.   |
| Bojan Jokič     | arrière gauche | 17 mai 1986      | Slovénie             | Slovénie        | juin 2007 - juin 2011    | Chievo Vérone | Série A     | 6 mois avec O.A. |

## Transferts

### Mercato d'été
| Date       | Nom                  | Nationalité   | Modalité                  | Provenance/Destination | Division       |
| Arrivées   |                      |               |                           |                        |                |
| 16 juin    | Manassé Enza-Yamissi | Centrafrique  | Signé libre (2 ans)       | Nîmes Olympique        | Ligue 2        |
| 22 juin    | Jérémie Bréchet      | France        | Transfert (1M€ - 3 ans)   | PSV Eindhoven          | Eredivisie     |
| 4 juillet  | Ivan Stevanović      | Serbie        | Transfert (1M€ - 3 ans)   | FK Partizan Belgrade   | SuperLiga      |
| 10 juillet | Charlie Davies       | États-Unis    | Transfert (1,5M€ - 4 ans) | Hammarby IF            | Allsvenskan    |
| 28 août    | Kévin Anin           | France        | Transfert annulé (2M€)    | Le Havre AC            | Ligue 2        |
| 31 août    | Benjamin Gavanon     | France        | Prêt (1 an)               | AS Nancy-Lorraine      | Ligue 1        |
| Départs    |                      |               |                           |                        |                |
| 31 mai     | Michaël Isabey       | France        | Fin de contrat            | Dijon FCO              | Ligue 2        |
| 31 mai     | Rabiu Afolabi        | Nigeria       | Fin de contrat            | Red Bull Salzbourg     | Bundesliga     |
| 31 mai     | Romain Pitau         | France        | Fin de contrat            | Montpellier HSC        | Ligue 1        |
| 13 mai     | Stéphane Pichot      | France        | Fin de contrat            | RC Strasbourg          | Ligue 2        |
| 31 mai     | Omar Daf             | Sénégal       | Fin de contrat            | Stade brestois 29      | Ligue 2        |
| 31 mai     | Francileudo Santos   | Tunisie       | Fin de Contrat            | FC Istres              | Ligue 2        |
| 31 mai     | Valéry Mézague       | Cameroun      | Fin de contrat            | Vannes OC              | Ligue 2        |
| 31 mai     | Jérémy Gavanon       | France        | Fin de contrat            | AS Cannes              | National       |
| 31 mai     | Hakim El Bounadi     | Maroc         | Fin de contrat            |                        |                |
| 31 mai     | Olivier Thomas       | France        | Fin de contrat            |                        |                |
| 9 juin     | Valter Birsa         | Slovénie      | Transfert définitif       | AJ Auxerre             | Ligue 1        |
| 29 juin    | Mevlüt Erding        | Turquie       | Transfert (9M€)           | PSG                    | Ligue 1        |
| 7 juillet  | Robin Previtali      | France        | Prêt (1 an)               | FC Gueugnon            | National       |
| 17 juillet | Kandia Traoré        | Côte d'Ivoire | Prêt (1 an avec O.A.)     | SM Caen                | Ligue 2        |
| 4 août     | Lionel Mathis        | France        | Transfert                 | EA Guingamp            | Ligue 2        |
| 26 août    | Ivan Perišić         | Croatie       | Transfert (250 000€)      | Club Bruges KV         | Jupiler League |
| 31 août    | Badara Sène          | Sénégal       | Prêt (1 an avec O.A.)     | Le Mans UC             | Ligue 1        |

### Mercato d'hiver
| Date       | Nom         | Nationalité | Modalité                        | Provenance/Destination | Division     |
| Arrivées   |             |             |                                 |                        |              |
| 21 janvier | Brown Ideye | Nigeria     | Transfert (4M€ - 3 ans et demi) | Neuchâtel Xamax        | Super League |
| Départs    |             |             |                                 |                        |              |
| 30 janvier | Bojan Jokić | Slovénie    | Prêt (6 mois avec O.A.)         | Chievo Vérone          | Série A      |

## Trophée du joueur du mois
- Août 2009 : Vincent Nogueira[17]
- Septembre 2009 : Ryad Boudebouz[18]
- Octobre 2009 : Marvin Martin[19]
- Novembre 2009 : Yassin Mikari[20]
- Décembre 2009 : Teddy Richert[21]
- Janvier 2010 : Édouard Butin[22]
- Février 2010 : Brown Ideye[23]
- Mars 2010 : Ryad Boudebouz[24]
- Avril 2010 : Ryad Boudebouz[25]
- Joueur de la saison : Teddy Richert[26]

## Détail des matchs

### Matchs de préparation
| Match de préparation 1 3 juillet 2009 | Grasshopper Zürich (D1 suisse)                   | 3-1 | FC Sochaux-Montbéliard | 18:30 - Stade des Prés-Domont, Alle (Suisse) |                     |
|                                       | Dos Santos 6e · Cabanas 15e 23e · Dos Santos 86e |     | Nogueira 14e           | Spectateurs : 1,300                          | Spectateurs : 1,300 |
|                                       | Rapport                                          |     |                        | Spectateurs : 1,300                          | Spectateurs : 1,300 |

| Match de préparation 2 8 juillet 2009 | FC Sochaux-Montbéliard                      | 3-0 | Zamalek (D1 égyptienne) | 18:30 - Stade du Crêt d'Eau, Divonne           |                                                |
|                                       | Butin 54e · Sverkos 62e (pen.) · Privat 82e |     |                         | Spectateurs : 200 Arbitrage : Olivier Dumoulin | Spectateurs : 200 Arbitrage : Olivier Dumoulin |
|                                       | Rapport                                     |     |                         | Spectateurs : 200 Arbitrage : Olivier Dumoulin | Spectateurs : 200 Arbitrage : Olivier Dumoulin |

| Match de préparation 3 12 juillet 2009 | FC Sochaux-Montbéliard                          | 3-0 | Dijon FCO (L2) | 18:00 - Stade Paul Robbe, Pontarlier              |                                                   |
|                                        | Traoré 29e · Perquis 64e · Boudebouz 83e (pen.) |     |                | Spectateurs : 3,000 Arbitrage : Sébastien Moreira | Spectateurs : 3,000 Arbitrage : Sébastien Moreira |
|                                        | Rapport                                         |     |                | Spectateurs : 3,000 Arbitrage : Sébastien Moreira | Spectateurs : 3,000 Arbitrage : Sébastien Moreira |

| Match de préparation 4 15 juillet 2009 | FC Sochaux-Montbéliard           | 2-1 | Grenoble Foot (L1) | 18:00 - Stade Léo-Lagrange, Besançon              |                                                   |
|                                        | Maurice-Belay 67e · Nogueira 74e |     | Matsui 13e         | Spectateurs : 2,000 Arbitrage : Sébastien Moreira | Spectateurs : 2,000 Arbitrage : Sébastien Moreira |
|                                        | Rapport                          |     |                    | Spectateurs : 2,000 Arbitrage : Sébastien Moreira | Spectateurs : 2,000 Arbitrage : Sébastien Moreira |

| Match de préparation 5 19 juillet 2009 | FC Sochaux-Montbéliard | 2-0 | FC Braşov (Liga I roumaine) | 18:00 - Stade Roger-Serzian, Belfort            |                                                 |
|                                        | Butin 77e 79e          |     |                             | Spectateurs : 980 Arbitrage : Sébastien Moreira | Spectateurs : 980 Arbitrage : Sébastien Moreira |
|                                        | Rapport                |     |                             | Spectateurs : 980 Arbitrage : Sébastien Moreira | Spectateurs : 980 Arbitrage : Sébastien Moreira |

| Match de préparation 6 22 juillet 2009 | RC Strasbourg (L2) | 0-1 | FC Sochaux-Montbéliard | 19:00 - Colmar Stadium, Colmar                |                                               |
|                                        |                    |     | Martin 40e             | Spectateurs : 2,500 Arbitrage : Philippe Kalt | Spectateurs : 2,500 Arbitrage : Philippe Kalt |
|                                        | Rapport            |     |                        | Spectateurs : 2,500 Arbitrage : Philippe Kalt | Spectateurs : 2,500 Arbitrage : Philippe Kalt |

| Match de préparation 7 25 juillet 2009 | FC Sochaux-Montbéliard  | 0-1 | Eskişehirspor K (Türkcell Süperlig) | 18:00 - Stade Joseph-Biechlin, Illzach        |                                               |
|                                        | Jokić 73e · Tulasne 77e |     | ? 52e · Youla 60e · ? 77e           | Spectateurs : 1,000 Arbitrage : Philippe Kalt | Spectateurs : 1,000 Arbitrage : Philippe Kalt |
|                                        | Rapport                 |     |                                     | Spectateurs : 1,000 Arbitrage : Philippe Kalt | Spectateurs : 1,000 Arbitrage : Philippe Kalt |

| Match de préparation 8 1er août 2009 | FC Sochaux-Montbéliard | 1-0 | AS Saint-Etienne (L1) | 18:00 - Stade municipal, Péronnas                 |                                                   |
|                                      | Sverkos 80e            |     |                       | Spectateurs : 2,343 Arbitrage : Sébastien Moreira | Spectateurs : 2,343 Arbitrage : Sébastien Moreira |
|                                      | Rapport                |     |                       | Spectateurs : 2,343 Arbitrage : Sébastien Moreira | Spectateurs : 2,343 Arbitrage : Sébastien Moreira |

### Matchs amicaux
| Match amical 20 novembre 2009 | FC Sochaux-Montbéliard         | 2-0 | FC Sion (D1 suisse)   | 15:30 - Stade Bonal, Montbéliard                |                                                 |
|                               | Maurice-Belay 67e · Privat 69e |     | Domínguez Cabezas 65e | Spectateurs : 500 Arbitrage : Sébastien Moreira | Spectateurs : 500 Arbitrage : Sébastien Moreira |
|                               | Rapport                        |     |                       | Spectateurs : 500 Arbitrage : Sébastien Moreira | Spectateurs : 500 Arbitrage : Sébastien Moreira |

### Ligue 1

#### Matchs allers
| Journée 1 8 août 2009 6e place 3 points | AJ Auxerre | 0-1 | FC Sochaux-Montbéliard                   | 21:00 - Stade de l'Abbé-Deschamps, Auxerre    |                                               |
|                                         |            |     | Sverkos 40e · Faty 53e · Boudebouz 90+3e | Spectateurs : 12,562 Arbitrage : Ruddy Buquet | Spectateurs : 12,562 Arbitrage : Ruddy Buquet |
|                                         | Rapport    |     |                                          | Spectateurs : 12,562 Arbitrage : Ruddy Buquet | Spectateurs : 12,562 Arbitrage : Ruddy Buquet |

| Journée 2 15 août 2009 10e place 3 points | FC Sochaux-Montbéliard                                | 2-3 | Girondins de Bordeaux                            | 19:00 - Stade Bonal, Montbéliard                 |                                                  |
|                                           | Nogueira 10e · Davies 62e · Martin 62e · Davies 90+2e |     | Chamakh 31e · Stevanovic 43e (csc) · Chamakh 80e | Spectateurs : 16,689 Arbitrage : Laurent Duhamel | Spectateurs : 16,689 Arbitrage : Laurent Duhamel |
|                                           | Rapport                                               |     |                                                  | Spectateurs : 16,689 Arbitrage : Laurent Duhamel | Spectateurs : 16,689 Arbitrage : Laurent Duhamel |

| Journée 3 22 août 2009 15e place 3 points | Montpellier HSC                                                 | 2-0 | FC Sochaux-Montbéliard                                        | 19:00 - Stade de la Mosson, Montpellier       |                                               |
|                                           | Yanga-Mbiwa 27e · Pitau 40e · Costa 61e (pen.) · Aït-Fana 90+3e |     | Dalmat 31e · Maurice-Belay 56e · Perquis 68e · Stevanovic 70e | Spectateurs : 15,295 Arbitrage : Pascal Vileo | Spectateurs : 15,295 Arbitrage : Pascal Vileo |
|                                           | Rapport                                                         |     |                                                               | Spectateurs : 15,295 Arbitrage : Pascal Vileo | Spectateurs : 15,295 Arbitrage : Pascal Vileo |

| Journée 4 29 août 2009 11e place 6 points | FC Sochaux-Montbéliard          | 1-0 | AS Monaco                              | 19:00 - Stade Bonal, Montbéliard                 |                                                  |
|                                           | Sverkos 20e (pen.) · Dalmat 78e |     | Perez 49e · Puygrenier 67e · Costa 83e | Spectateurs : 13,141 Arbitrage : Lionel Jaffredo | Spectateurs : 13,141 Arbitrage : Lionel Jaffredo |
|                                           | Rapport                         |     |                                        | Spectateurs : 13,141 Arbitrage : Lionel Jaffredo | Spectateurs : 13,141 Arbitrage : Lionel Jaffredo |

| Journée 5 12 septembre 2009 12e place 6 points | Lille OSC | 1-0 | FC Sochaux-Montbéliard         | 19:00 - Stadium Nord Lille Métropole, Villeneuve-d'Ascq |                                               |
|                                                | Frau 70e  |     | Mikari 22e · Maurice-Belay 70e | Spectateurs : 13,043 Arbitrage : Ruddy Buquet           | Spectateurs : 13,043 Arbitrage : Ruddy Buquet |
|                                                | Rapport   |     |                                | Spectateurs : 13,043 Arbitrage : Ruddy Buquet           | Spectateurs : 13,043 Arbitrage : Ruddy Buquet |

| Journée 6 19 septembre 2009 14e place 6 points | FC Sochaux-Montbéliard                                | 2-5 | Valenciennes FC                                                                                   | 19:00 - Stade Bonal, Montbéliard            |                                             |
|                                                | Bréchet 3e · Mikari 29e · Boudebouz 40e · Sverkos 83e |     | Sánchez 20e · Sánchez 24e · Pujol 49e · Rafael 45+5e · Audel 63e · Ben Khalfallah 78e · Pujol 85e | Spectateurs : 11,880 Arbitrage : Bruno Coué | Spectateurs : 11,880 Arbitrage : Bruno Coué |
|                                                | Rapport                                               |     |                                                                                                   | Spectateurs : 11,880 Arbitrage : Bruno Coué | Spectateurs : 11,880 Arbitrage : Bruno Coué |

| Journée 7 26 septembre 2009 17e place 6 points | AS Nancy-Lorraine                                      | 2-1 | FC Sochaux-Montbéliard   | 19:00 - Stade Marcel Picot, Tomblaine             |                                                   |
|                                                | Hadji 3e (pen.) · Sami 19e · Hadji 39e · N'Diaye 90+1e |     | Martin 82e · Jokić 90+2e | Spectateurs : 15,329 Arbitrage : Alexandre Castro | Spectateurs : 15,329 Arbitrage : Alexandre Castro |
|                                                | Rapport                                                |     |                          | Spectateurs : 15,329 Arbitrage : Alexandre Castro | Spectateurs : 15,329 Arbitrage : Alexandre Castro |

| Journée 8 3 octobre 2009 14e place 9 points | FC Sochaux-Montbéliard                                | 1-0 | Le Mans UC 72                                                           | 19:00 - Stade Bonal, Montbéliard                |                                                 |
|                                             | Faty 14e · Boudebouz 45+2e · Sverkos 64e · Martin 79e |     | Loriot 45+3e · Loriot 66e · Goulon 66e · Cerdan 87e · Etigarribia 90+2e | Spectateurs : 10,985 Arbitrage : Antony Gautier | Spectateurs : 10,985 Arbitrage : Antony Gautier |
|                                             | Rapport                                               |     |                                                                         | Spectateurs : 10,985 Arbitrage : Antony Gautier | Spectateurs : 10,985 Arbitrage : Antony Gautier |

| Journée 9 17 octobre 2009 11e place 12 points | Olympique lyonnais | 0-2 | FC Sochaux-Montbéliard                                | 19:00 - Stade Gerland, Lyon                    |                                                |
|                                               |                    |     | Faty 17e · Drame 76e · Maurice-Belay 83e · Privat 89e | Spectateurs : 36,489 Arbitrage : Olivier Thual | Spectateurs : 36,489 Arbitrage : Olivier Thual |
|                                               | Rapport            |     |                                                       | Spectateurs : 36,489 Arbitrage : Olivier Thual | Spectateurs : 36,489 Arbitrage : Olivier Thual |

| Journée 10 24 octobre 2009 10e place 15 points | FC Sochaux-Montbéliard                | 1-0 | FC Lorient  | 19:00 - Stade Bonal, Montbéliard               |                                                |
|                                                | Perquis 8e · Bréchet 33e · Martin 49e |     | Marchal 12e | Spectateurs : 11,379 Arbitrage : Wilfried Bien | Spectateurs : 11,379 Arbitrage : Wilfried Bien |
|                                                | Rapport                               |     |             | Spectateurs : 11,379 Arbitrage : Wilfried Bien | Spectateurs : 11,379 Arbitrage : Wilfried Bien |

| Journée 12 1er novembre 2009 ?e place 15 points | FC Sochaux-Montbéliard   | 1-4 | Paris SG                                                             | 21:00 - Stade Bonal, Montbéliard               |                                                |
|                                                 | Richert 34e · Dalmat 86e |     | Traoré 28e · Clément 35e · Chantome 56e · Erding 75e · Luyindula 87e | Spectateurs : 16,405 Arbitrage : Philippe Kalt | Spectateurs : 16,405 Arbitrage : Philippe Kalt |
|                                                 | Rapport                  |     |                                                                      | Spectateurs : 16,405 Arbitrage : Philippe Kalt | Spectateurs : 16,405 Arbitrage : Philippe Kalt |

| Journée 13 7 novembre 2009 15e place 15 points | FC Sochaux-Montbéliard | 1-2 | RC Lens                  | 21:00 - Stade Bonal, Montbéliard                    |                                                     |
|                                                | Privat 90+4e           |     | Sartre 38e · Boukari 85e | Spectateurs : 13,578 Arbitrage : Christian Guillard | Spectateurs : 13,578 Arbitrage : Christian Guillard |
|                                                | Rapport                |     |                          | Spectateurs : 13,578 Arbitrage : Christian Guillard | Spectateurs : 13,578 Arbitrage : Christian Guillard |

| Journée 15 28 novembre 2009 14e place 18 points | FC Sochaux-Montbéliard                                           | 1-0 | OGC Nice                              | 19:00 - Stade Bonal, Montbéliard              |                                               |
|                                                 | Bréchet 13e · Mikari 29e · Dalmat 37e · Martin 78e · Perquis 83e |     | Apam 49e · Bagayoko 52e · Mabiala 68e | Spectateurs : 11,333 Arbitrage : Ruddy Buquet | Spectateurs : 11,333 Arbitrage : Ruddy Buquet |
|                                                 | Rapport                                                          |     |                                       | Spectateurs : 11,333 Arbitrage : Ruddy Buquet | Spectateurs : 11,333 Arbitrage : Ruddy Buquet |

| Journée 16 5 décembre 2009 15e place 19 points | AS Saint-Etienne | 0-0 | FC Sochaux-Montbéliard       | 19:00 - Stade Geoffroy-Guichard, Saint-Étienne   |                                                  |
|                                                |                  |     | Dramé 11e · Stevanovic 90+3e | Spectateurs : 21,518 Arbitrage : Philippe Malige | Spectateurs : 21,518 Arbitrage : Philippe Malige |
|                                                | Rapport          |     |                              | Spectateurs : 21,518 Arbitrage : Philippe Malige | Spectateurs : 21,518 Arbitrage : Philippe Malige |

| Journée 11 10 décembre 2009 15e place 19 points | Toulouse FC                  | 2-0 | FC Sochaux-Montbéliard | 19:00 - Stadium, Toulouse                       |                                                 |
|                                                 | Sissoko 25e · Gignac 49e 51e |     | Stevanovic 28e         | Spectateurs : 12,152 Arbitrage : Clément Turpin | Spectateurs : 12,152 Arbitrage : Clément Turpin |
|                                                 | Rapport                      |     |                        | Spectateurs : 12,152 Arbitrage : Clément Turpin | Spectateurs : 12,152 Arbitrage : Clément Turpin |

| Journée 17 13 décembre 2009 13e place 22 points | FC Sochaux-Montbéliard                    | 1-0 | Grenoble Foot 38                                    | 19:00 - Stade Bonal, Montbéliard              |                                               |
|                                                 | Mikari 29e · Faty 31e · Maurice-Belay 42e |     | Romao 36e · Ljuboja 42e · Matsui 62e · Courtois 87e | Spectateurs : 10,606 Arbitrage : Saïd Ennjimi | Spectateurs : 10,606 Arbitrage : Saïd Ennjimi |
|                                                 | Rapport                                   |     |                                                     | Spectateurs : 10,606 Arbitrage : Saïd Ennjimi | Spectateurs : 10,606 Arbitrage : Saïd Ennjimi |

| Journée 19 23 décembre 2009 15e place 25 points | FC Sochaux-Montbéliard | 2-0 | Stade rennais                                                    | 19:00 - Stade Bonal, Montbéliard                |                                                 |
|                                                 | Dalmat 45e · Butin 61e |     | Gyan 12e · Bangoura 16e · Douchez 45e · Mangane 59e · M'Vila 61e | Spectateurs : 10,581 Arbitrage : Didier Falcone | Spectateurs : 10,581 Arbitrage : Didier Falcone |
|                                                 | Rapport                |     |                                                                  | Spectateurs : 10,581 Arbitrage : Didier Falcone | Spectateurs : 10,581 Arbitrage : Didier Falcone |

#### Matchs retours
| Journée 18 13 janvier 2010 13e place 26 points | US Boulogne | 0-0 | FC Sochaux-Montbéliard | 20:00 - Stade de la Libération, Boulogne-sur-Mer    |                                                     |
|                                                |             |     | Faty 64e               | Spectateurs : 11,681 Arbitrage : Christian Guillard | Spectateurs : 11,681 Arbitrage : Christian Guillard |
|                                                | Rapport     |     |                        | Spectateurs : 11,681 Arbitrage : Christian Guillard | Spectateurs : 11,681 Arbitrage : Christian Guillard |

| Journée 20 16 janvier 2010 13e place 26 points | AS Monaco                   | 2-0 | FC Sochaux-Montbéliard                   | 21:00 - Stade Louis-II, Monaco                |                                               |
|                                                | Haruna 39e · Nenê 84e 90+1e |     | Martin 29e · Bréchet 44e · Gavanon 45+1e | Spectateurs : 5,640 Arbitrage : Fredy Fautrel | Spectateurs : 5,640 Arbitrage : Fredy Fautrel |
|                                                | Rapport                     |     |                                          | Spectateurs : 5,640 Arbitrage : Fredy Fautrel | Spectateurs : 5,640 Arbitrage : Fredy Fautrel |

| Journée 21 20 janvier 2010 12e place 29 points | FC Sochaux-Montbéliard                                           | 2-1 | Lille OSC                                                     | 19:00 - Stade Bonal, Montbéliard            |                                             |
|                                                | Perquis 8e · Dalmat 11e · Martin 18e · Richert 23e · Perquis 86e |     | Rami 18e · Cabaye 23e · Cabaye 25e · Balmont 59e · Vittek 76e | Spectateurs : 10,321 Arbitrage : Bruno Coué | Spectateurs : 10,321 Arbitrage : Bruno Coué |
|                                                | Rapport                                                          |     |                                                               | Spectateurs : 10,321 Arbitrage : Bruno Coué | Spectateurs : 10,321 Arbitrage : Bruno Coué |

| Journée 22 31 janvier 2010 13e place 30 points | Valenciennes FC                     | 1-1 | FC Sochaux-Montbéliard   | 17:00 - Stade Nungesser, Valenciennes             |                                                   |
|                                                | Audel 21e · Biševac 62e · Kadir 72e |     | Perquis 54e · Poujol 65e | Spectateurs : 10,265 Arbitrage : Alexandre Castro | Spectateurs : 10,265 Arbitrage : Alexandre Castro |
|                                                | Rapport                             |     |                          | Spectateurs : 10,265 Arbitrage : Alexandre Castro | Spectateurs : 10,265 Arbitrage : Alexandre Castro |

| Journée 23 6 février 2010 13e place 31 points | FC Sochaux-Montbéliard                               | 1-1 | AS Nancy-Lorraine                    | 19:00 - Stade Bonal, Montbéliard              |                                               |
|                                               | Gavanon 40e · Dalmat 52e · Perquis 72e · Drame 90+1e |     | Dia 32e · Macaluso 67e · N'Diaye 72e | Spectateurs : 11,057 Arbitrage : Pascal Vileo | Spectateurs : 11,057 Arbitrage : Pascal Vileo |
|                                               | Rapport                                              |     |                                      | Spectateurs : 11,057 Arbitrage : Pascal Vileo | Spectateurs : 11,057 Arbitrage : Pascal Vileo |

| Journée 24 13 février 2010 13e place 32 points | Le Mans UC 72          | 0-0 | FC Sochaux-Montbéliard   | 19:00 - Stade Léon-Bollée, Le Mans           |                                              |
|                                                | Narry 58e · Cerdan 90e |     | Perquis 25e · Poujol 44e | Spectateurs : 7,318 Arbitrage : Tony Chapron | Spectateurs : 7,318 Arbitrage : Tony Chapron |
|                                                | Rapport                |     |                          | Spectateurs : 7,318 Arbitrage : Tony Chapron | Spectateurs : 7,318 Arbitrage : Tony Chapron |

| Journée 25 21 février 2010 15e place 32 points | FC Sochaux-Montbéliard | 0-4 | Olympique lyonnais                           | 17:00 - Stade Bonal, Montbéliard              |                                               |
|                                                | Josse 27e              |     | Bastos 5e 25e 26e · López 80e · Gonalons 83e | Spectateurs : 14,768 Arbitrage : Ruddy Buquet | Spectateurs : 14,768 Arbitrage : Ruddy Buquet |
|                                                | Rapport                |     |                                              | Spectateurs : 14,768 Arbitrage : Ruddy Buquet | Spectateurs : 14,768 Arbitrage : Ruddy Buquet |

| Journée 26 27 février 2010 15e place 32 points | FC Lorient                 | 1-0 | FC Sochaux-Montbéliard | 19:00 - Stade du Moustoir, Lorient                |                                                   |
|                                                | Diarra 34e · Koscielny 74e |     | Boudebouz 33e          | Spectateurs : 13,081 Arbitrage : Hervé Piccirillo | Spectateurs : 13,081 Arbitrage : Hervé Piccirillo |
|                                                | Rapport                    |     |                        | Spectateurs : 13,081 Arbitrage : Hervé Piccirillo | Spectateurs : 13,081 Arbitrage : Hervé Piccirillo |

| Journée 27 6 mars 2010 13e place 35 points | FC Sochaux-Montbéliard | 1-0 | Toulouse FC | 19:00 - Stade Bonal, Montbéliard                |                                                 |
|                                            | Boudebouz 84e          |     | Congre 28e  | Spectateurs : 14,055 Arbitrage : Didier Falcone | Spectateurs : 14,055 Arbitrage : Didier Falcone |
|                                            | Rapport                |     |             | Spectateurs : 14,055 Arbitrage : Didier Falcone | Spectateurs : 14,055 Arbitrage : Didier Falcone |

| Journée 28 13 mars 2010 14e place 35 points | Paris SG                                               | 4-1 | FC Sochaux-Montbéliard            | 19:00 - Parc des Princes, Paris                   |                                                   |
|                                             | Hoarau 17e · Erding 18e 35e · Clément 66e · Erding 70e |     | Mikari 57e · Boudebouz 64e (pen.) | Spectateurs : 29,249 Arbitrage : Alexandre Castro | Spectateurs : 29,249 Arbitrage : Alexandre Castro |
|                                             | Rapport                                                |     |                                   | Spectateurs : 29,249 Arbitrage : Alexandre Castro | Spectateurs : 29,249 Arbitrage : Alexandre Castro |

| Journée 29 20 mars 2010 14e place 36 points | RC Lens   | 0-0 | FC Sochaux-Montbéliard     | 21:00 - Stade Bollaert, Lens                     |                                                  |
|                                             | Yahia 46e |     | Mikari 68e · Bréchet 90+4e | Spectateurs : 33,354 Arbitrage : Laurent Duhamel | Spectateurs : 33,354 Arbitrage : Laurent Duhamel |
|                                             | Rapport   |     |                            | Spectateurs : 33,354 Arbitrage : Laurent Duhamel | Spectateurs : 33,354 Arbitrage : Laurent Duhamel |

| Journée 31 3 avril 2010 14e place 37 points | OGC Nice   | 0-0 | FC Sochaux-Montbéliard | 19:00 - Stade du Ray, Nice                     |                                                |
|                                             | Gace 90+1e |     | Perquis 27e            | Spectateurs : 8,079 Arbitrage : Clément Turpin | Spectateurs : 8,079 Arbitrage : Clément Turpin |
|                                             | Rapport    |     |                        | Spectateurs : 8,079 Arbitrage : Clément Turpin | Spectateurs : 8,079 Arbitrage : Clément Turpin |

| Journée 14 7 avril 2010 14e place 37 points | Olympique de Marseille                                                  | 3-0 | FC Sochaux-Montbéliard                          | 19:00 - Stade Vélodrome, Marseille            |                                               |
|                                             | Heinze 9e · Ben Arfa 27e (pen.) · Heinze 59e · Cheyrou 63e · Koné 90+1e |     | Drame 56e · Carlão 60e · Faty 69e · Perquis 90e | Spectateurs : 48,198 Arbitrage : Stéphane Bré | Spectateurs : 48,198 Arbitrage : Stéphane Bré |
|                                             | Rapport                                                                 |     |                                                 | Spectateurs : 48,198 Arbitrage : Stéphane Bré | Spectateurs : 48,198 Arbitrage : Stéphane Bré |

| Journée 32 10 avril 2010 15e place 37 points | FC Sochaux-Montbéliard | 0-2 | AS Saint-Etienne                                         | 19:00 - Stade Bonal, Montbéliard                  |                                                   |
|                                              | Ideye 23e              |     | Perrin 42e · Bergessio 45e · Bergessio 64e · Matuidi 76e | Spectateurs : 14,711 Arbitrage : Hervé Piccirillo | Spectateurs : 14,711 Arbitrage : Hervé Piccirillo |
|                                              | Rapport                |     |                                                          | Spectateurs : 14,711 Arbitrage : Hervé Piccirillo | Spectateurs : 14,711 Arbitrage : Hervé Piccirillo |

| Journée 30 14 avril 2010 15e place 37 points | FC Sochaux-Montbéliard | 0-1 | Olympique de Marseille              | 20:00 - Stade Bonal, Montbéliard               |                                                |
|                                              |                        |     | Diawara 69e · Mbia 88e · Heinze 88e | Spectateurs : 19,992 Arbitrage : Wilfried Bien | Spectateurs : 19,992 Arbitrage : Wilfried Bien |
|                                              | Rapport                |     |                                     | Spectateurs : 19,992 Arbitrage : Wilfried Bien | Spectateurs : 19,992 Arbitrage : Wilfried Bien |

| Journée 33 17 avril 2010 15e place 38 points | Grenoble Foot 38         | 2-2 | FC Sochaux-Montbéliard               | 19:00 - Stade des Alpes, Grenoble                |                                                  |
|                                              | Ljuboja 55e · Matsui 65e |     | Ideye 27e · Poujol 31e · Bréchet 74e | Spectateurs : 12,960 Arbitrage : Lionel Jaffredo | Spectateurs : 12,960 Arbitrage : Lionel Jaffredo |
|                                              | Rapport                  |     |                                      | Spectateurs : 12,960 Arbitrage : Lionel Jaffredo | Spectateurs : 12,960 Arbitrage : Lionel Jaffredo |

| Journée 34 24 avril 2010 16e place 38 points | FC Sochaux-Montbéliard | 0-3 | US Boulogne                                                        | 19:00 - Stade Bonal, Montbéliard                  |                                                   |
|                                              | Faty 76e               |     | Lecointe 52e · Thil 61e · Karuru 61e · Yatabaré 81e · Blayac 90+1e | Spectateurs : 14,112 Arbitrage : Alexandre Castro | Spectateurs : 14,112 Arbitrage : Alexandre Castro |
|                                              | Rapport                |     |                                                                    | Spectateurs : 14,112 Arbitrage : Alexandre Castro | Spectateurs : 14,112 Arbitrage : Alexandre Castro |

| Journée 35 2 mai 2010 16e place 41 points | Stade rennais                                  | 1-2 | FC Sochaux-Montbéliard                      | 17:00 - Stade de la route de Lorient, Rennes |                                             |
|                                           | Lemoine 32e · Briand 67e · Marveaux 83e (pen.) |     | Briand 27e (csc) · Carlão 64e · Gavanon 80e | Spectateurs : 17,265 Arbitrage : Bruno Coué  | Spectateurs : 17,265 Arbitrage : Bruno Coué |
|                                           | Rapport                                        |     |                                             | Spectateurs : 17,265 Arbitrage : Bruno Coué  | Spectateurs : 17,265 Arbitrage : Bruno Coué |

| Journée 36 5 mai 2010 16e place 41 points | FC Sochaux-Montbéliard | 0-1 | Montpellier HSC | 19:00 - Stade Bonal, Montbéliard                |                                                 |
|                                           |                        |     | Costa 72e       | Spectateurs : 12,281 Arbitrage : Clément Turpin | Spectateurs : 12,281 Arbitrage : Clément Turpin |
|                                           | Rapport                |     |                 | Spectateurs : 12,281 Arbitrage : Clément Turpin | Spectateurs : 12,281 Arbitrage : Clément Turpin |

| Journée 37 8 mai 2010 16e place 41 points | Girondins de Bordeaux                                              | 2-0 | FC Sochaux-Montbéliard   | 21:00 - Stade Chaban-Delmas, Bordeaux            |                                                  |
|                                           | Chalmé 54e · Trémoulinas 58e · Wendel 65e (pen.) · Trémoulinas 86e |     | Bréchet 16e · Dreyer 65e | Spectateurs : 28,146 Arbitrage : Philippe Malige | Spectateurs : 28,146 Arbitrage : Philippe Malige |
|                                           | Rapport                                                            |     |                          | Spectateurs : 28,146 Arbitrage : Philippe Malige | Spectateurs : 28,146 Arbitrage : Philippe Malige |

| Journée 38 15 mai 2010 16e place 41 points | FC Sochaux-Montbéliard                           | 1-2 | AJ Auxerre                                | 21:00 - Stade Bonal, Montbéliard               |                                                |
|                                            | Perquis 45e · Ideye 47e · Perquis 61e · Faty 84e |     | Hengbart 6e · Hengbart 60e · Hengbart 90e | Spectateurs : 14,971 Arbitrage : Philippe Kalt | Spectateurs : 14,971 Arbitrage : Philippe Kalt |
|                                            | Rapport                                          |     |                                           | Spectateurs : 14,971 Arbitrage : Philippe Kalt | Spectateurs : 14,971 Arbitrage : Philippe Kalt |

### Coupe de la Ligue
| 16e de finale 23 septembre 2009 | Stade rennais                         | 2-1 | FC Sochaux-Montbéliard        | 20:45 - Stade de la route de Lorient, Rennes    |                                                 |
|                                 | Mangane 67e · Danzé 74e · Mangane 84e |     | Boudebouz 68e · Boudebouz 75e | Spectateurs : 9,317 Arbitrage : Laurent Duhamel | Spectateurs : 9,317 Arbitrage : Laurent Duhamel |
|                                 | Rapport                               |     |                               | Spectateurs : 9,317 Arbitrage : Laurent Duhamel | Spectateurs : 9,317 Arbitrage : Laurent Duhamel |

### Coupe de France
| 32e de finale 23 janvier 2010 | FC Saint-Louis Neuweg (CFA 2) | 0-1 | FC Sochaux-Montbéliard | 18:00 - Stade Joseph-Biechlin, Illzach          |                                                 |
|                               |                               |     | Privat 31e             | Spectateurs : 3,200 Arbitrage : Stéphane Lannoy | Spectateurs : 3,200 Arbitrage : Stéphane Lannoy |
|                               | Rapport                       |     |                        | Spectateurs : 3,200 Arbitrage : Stéphane Lannoy | Spectateurs : 3,200 Arbitrage : Stéphane Lannoy |

| 16e de finale 3 février 2010 | FC Sochaux-Montbéliard                       | 3-0 | Le Mans UC 72           | 18:00 - Stade Bonal, Montbéliard              |                                               |
|                              | Boudebouz 36e (pen.) · Ideye 54e · Ideye 70e |     | Louvion 10e · Maïga 38e | Spectateurs : 3,009 Arbitrage : Wilfried Bien | Spectateurs : 3,009 Arbitrage : Wilfried Bien |
|                              | Rapport                                      |     |                         | Spectateurs : 3,009 Arbitrage : Wilfried Bien | Spectateurs : 3,009 Arbitrage : Wilfried Bien |

| 8e de finale 9 février 2010 | AS Beauvais (National)           | 1-4 | FC Sochaux-Montbéliard                                                   | 19:30 - Stade Pierre-Brisson, Beauvais         |                                                |
|                             | Canales 22e · Canales 43e (pen.) |     | Martin 14e · Martin 28e · Mikari 41e · Boudebouz 54e (pen.) · Mikari 84e | Spectateurs : 5,000 Arbitrage : Clément Turpin | Spectateurs : 5,000 Arbitrage : Clément Turpin |
|                             | Rapport                          |     |                                                                          | Spectateurs : 5,000 Arbitrage : Clément Turpin | Spectateurs : 5,000 Arbitrage : Clément Turpin |

| Quart de finale 24 mars 2010 | AS Monaco                                                                                         | 4-3 (a.p) | FC Sochaux-Montbéliard                                            | 17:00 - Stade Louis-II, Monaco                 |                                                |
|                              | Puygrenier 34e · Haruna 38e · Mangani 53e · Puygrenier 86e · Pino 90+3e · Maazou 95e · Perez 119e |           | Gavanon 14e · Boudebouz 29e · Dalmat 48e · Mikari 69e · Ideye 71e | Spectateurs : 5,409 Arbitrage : Antony Gautier | Spectateurs : 5,409 Arbitrage : Antony Gautier |
|                              | Rapport                                                                                           |           |                                                                   | Spectateurs : 5,409 Arbitrage : Antony Gautier | Spectateurs : 5,409 Arbitrage : Antony Gautier |